# 木内曽益
木内 曽益（木内 曾益、きうち つねのり、1896年1月22日 - 1976年6月30日）は、日本の検察官。血盟団事件、五・一五事件、二・二六事件で主任検事を務め、戦後東京地方検察庁検事正、最高検察庁次長検事などを歴任した。「血盟団事件」という名称を命名したことで知られる。

## 経歴
福井生まれ。福井県立大野中学校（現福井県立大野高等学校）、第四高等学校 (旧制)出身。1920年7月東京帝国大学法学部卒業、台湾銀行入行・東京支店総務部業務第1課。
1921年10月、司法官試補。1923年6月、東京地裁兼区裁予備判事。1923年8月、福岡地裁小倉支部予備判事。1924年1月、千葉地裁検事。1925年12月、横浜地裁検事。1927年2月、東京地裁検事、血盟団事件主任検事、五・一五事件民間側主任検事。1935年5月、東京刑事地裁検事、二・二六事件民間側主任検事。1936年7月、横浜区上席検事。1938年5月、東京刑事地裁検事。1939年7月、浦和地裁次席検事。1942年4月、東京控訴院検事。1945年12月、大審院検事。1946年2月、浦和地裁検事正。1946年6月、東京刑事地裁検事正。東京刑事地裁検事正時代にGHQの意向により日本共産党スパイ査問事件で釈放されたものの懲役刑の執行停止状態となっていた日本共産党の宮本顕治（懲役20年）と袴田里見（懲役13年）に対しての1947年5月29日で復権証明書を発行した。1947年8月、東京地検検事正。1948年2月、法務庁検務長官。1949年5月、最高検察庁次長検事。
1951年1月に大橋武夫法務総裁により、最高検次長検事の木内を札幌高検検事長にし、後任に岸本義広広島高等検察庁検事長を起用する人事を発表したが、木内は検察官の身分保障を規定した検察庁法第25条を盾に拒否を表明。木内は人事異動を決定する閣議の直前の3月6日に「内閣に動揺を与えるのは私の本意ではない」として辞表を提出し、退官した。これら一連の出来事は「木内騒動」と呼ばれた。
1966年4月29日、勲一等瑞宝章を受章。
1978年、国立国会図書館に蔵書が寄贈され、同館憲政資料室に「木内曽益関係文書」として432点が所蔵されている。血盟団事件関係者の獄中手記・検事宛上申書が特に多く、五・一五事件、二・二六事件、相沢事件の検察関係資料、国家主義運動関係の資料などが含まれる。

## 著作
- 『経済警察運用の実際』日本警務学会、1938年
- 『検察官生活の回顧』私家本、1955年　　同年改訂版、1968年再改訂版
- 『雪庵随想』私家本、1973年[3]